# 青山静男
青山 静男（あおやま しずお、1949年〈昭和24年〉3月19日 - 1995年〈平成7年〉3月13日）は、日本の写真家。
街角の少女をとらえた写真で知られる。趣味はロック・ミュージック。

## 経歴
1949年（昭和24年）3月19日、京都府京都市に生まれる。
1976年（昭和51年）ころから、カメラを持って京都や大阪の街を歩き、少女たちの姿を写真に収め始める。昭和50年代半ばの日本では、子供たちが公園や街角で遊ぶ光景はありふれており、そしてたいていは子供のほうから静男に声を掛けてきた。
『写真時代』1982年11月号にて、商業誌デビュー。『ヘイ!バディー』1983年7月号から、終刊の1985年11月号まで、写真を連載する。
当時の静男の生活は、早朝から昼まで魚市場でアルバイトし、午後から撮影に出かけ、帰宅後は深夜までフィルムの現像作業に費やすというもの。雑誌の原稿料が入ることで、好きな小説やロックのレコードは存分に買うことができた。
37歳のとき、膀胱癌を発症し、1度目の手術で「余命3か月」の宣告を受ける。病院を出て、大阪の鶴橋界隈にあった民間の断食道場に入所し、2年間を生き延びて、再手術を受けた。その後に肺も手術したが、またも命を取り留める。
しかし、静男の闘病中に起きた東京・埼玉連続幼女誘拐殺人事件によって日本の世相は様変わりし、もはや街角の少女にカメラを向けることは許されなくなった。
晩年は、実兄の青山惠一からの依頼で、市松人形などの写真撮影も手掛けた。
1995年（平成7年）3月13日、45歳で没する。最期の願いは「もう1冊写真集を出すこと」であり、そのタイトルを「ひびのあわ」と告げて息を引き取った。これはボリス・ヴィアンの小説『日々の泡』のことであり、またロックバンド「メモリアンス」の曲名でもある。

## 写真集
- 『静かなる時 : Stand still 永遠の少女たち 青山静男写真集』心交社、1986年10月。ISBN 4-915567-42-7
- 『少女たちの日々へ (1)』飛鳥新社、2005年2月20日。ISBN 4-87031-655-2
- 『少女たちの日々へ (2)』飛鳥新社、2005年5月。ISBN 4-87031-656-0